# Piero Poletto
Piero Poletto (Sacile, 20 giugno 1925 – Roma, 17 giugno 1978) è stato uno scenografo italiano.

## Carriera
Piero Poletto ha frequentato il Centro Sperimentale di Cinematografia, dove ha conseguito il diploma di scenografo. In oltre vent'anni di carriera cinematografica Piero Poletto ha partecipato a quasi 50 film. Ha collaborato con svariati registi incluso alcuni grandi cineasti italiani, come Michelangelo Antonioni (L'avventura, L'eclisse, Il deserto rosso e ultimamente Professione: reporter). Lavorava soprattutto in film d'azione e film commedia. Fu lo scenografo ed il costumista del film ...più forte ragazzi! (1972) per la regia di Giuseppe Colizzi. Sul piano internazionale ha lavorato con gli ungheresi Nicolas Gessner e Miklós Jancsó, il francese Gérard Pirès e l'inglese Peter Wood.

## Filmografia
- La tua donna (1954), regia di Giovanni Paolucci (arredatore)
- Gli orizzonti del sole (1956), regia di Giovanni Paolucci (arredatore)
- Il ricatto di un padre (1957), regia di Giuseppe Vari (arredatore)
- La donna che venne dal mare (1957), regia di Francesco De Robertis (scenografo)
- Nata di marzo (1958), regia di Antonio Pietrangeli (architetto-scenografo)
- Giovane canaglia (1958), regia di Giuseppe Vari (architetto-scenografo, arredatore e costumista)
- L'avventura (1960), regia di Michelangelo Antonioni (scenografo)
- Teseo contro il minotauro (1960), regia di Silvio Amadio (scenografo)
- Vacanze in Argentina (1960), regia di Guido Leoni (scenografo)
- Un mandarino per Teo (1960), regia di Mario Mattoli (scenografo)
- La vendetta della maschera di ferro (1961), regia di Francesco De Feo (scenografo)
- Ursus (1961), regia di Carlo Campogalliani (architetto-scenografo)
- Marte, dio della guerra (1962), regia di Marcello Baldi (scenografo)
- L'eclisse (1962), regia di Michelangelo Antonioni (scenografo e architetto-scenografo)
- Il gladiatore di Roma (1962), regia di Mario Costa (architetto-scenografo)
- Solo contro Roma (1962), regia di Luciano Ricci (arredatore)
- Anni ruggenti (1962), regia di Luigi Zampa (scenografo)
- Un uomo da bruciare (1962), regia di Valentino Orsini, Paolo Taviani e Vittorio Taviani (scenografo)
- I sette gladiatori (1962), regia di Pedro Lazaga (scenografo)
- Giacobbe, l'uomo che lottò con Dio (1963), regia di Marcello Baldi (scenografo)
- Gli invincibili sette (1963), regia di Alberto De Martino (architetto-scenografo)
- Il deserto rosso (1964), regia di Michelangelo Antonioni (architetto-scenografo)
- La rivolta dei sette (1964), regia di Alberto De Martino (architetto-scenografo)
- Sette uomini d'oro (1965), regia di Marco Vicario (scenografo e architetto-scenografo)
- I criminali della galassia (1965), regia di Antonio Margheriti (scenografo)
- Thrilling (1965), primo episodio Il vittimista, regia di Ettore Scola (scenografo ed attore – Don Marcello)
- La decima vittima (1965), regia di Elio Petri (scenografo)
- Il grande colpo dei 7 uomini d'oro (1966), regia di Marco Vicario (architetto-scenografo)
- I diafanoidi vengono da Marte (1966), regia di Antonio Margheriti (scenografo)
- Il pianeta errante (1966), regia di Antonio Margheriti (scenografo)
- Le streghe (1967), regia di Mauro Bolognini, Vittorio De Sica, Pier Paolo Pasolini, Franco Rossi e Luchino Visconti (scenografo)
- Questi fantasmi (1967), regia di Renato Castellani (scenografo)
- Ti ho sposato per allegria (1967), regia di Luciano Salce (scenografo)
- La morte viene dal pianeta Aytin (1967), regia di Antonio Margheriti (architetto-scenografo)
- C'era una volta... (1967), regia di Francesco Rosi (architetto-scenografo)
- La cintura di castità (1967), regia di Pasquale Festa Campanile (architetto-scenografo)
- I protagonisti (1968), regia di Marcello Fondato (scenografo)
- Il profeta (1968), regia di Dino Risi (scenografo e architetto-scenografo)
- Amanti (1968), regia di Vittorio De Sica (architetto-scenografo)
- Alla ricerca di Gregory (1969), regia di Peter Wood (architetto-scenografo)
- Una su 13 (1969), regia di Nicolas Gessner (scenografo)
- I girasoli (1970), regia di Vittorio De Sica (scenografo)
- La pacifista (1970), regia di Miklós Jancsó (scenografo)
- Il rompiballe … rompe ancora (1971), regia di Gérard Pirès (scenografo)
- La tarantola dal ventre nero (1971), regia di Paolo Cavara (architetto-scenografo)
- La tecnica e il rito (1972), Tv, regia di Miklós Jancsó (scenografo)
- Più forte, ragazzi! (1972), regia di Giuseppe Colizzi (scenografo e costumista)
- Professione: reporter (1975), regia di Michelangelo Antonioni (architetto-scenografo)
- Il comune senso del pudore (1976), regia di Alberto Sordi (scenografo)